# Avi Arad
Avi Arad (Ramat Gan, 1948 –) izraeli-amerikai filmproducer, a Toy Biz játékcég volt vezérigazgatója, később a Marvel Studios alapítója, egykori vezérigazgatója és jelenleg egyik vezető producere, a Pókember-filmfranchise egyik megalkotója és producere, és saját cége, az Arad Productions vezérigazgatója.

## Fiatalkora
A Holocaust egyik túlélőjének fia, aki képregényeken nőtt fel, többek között Supermanen és Pókemberen. 1965-ben bevonult katonának az Israel Defence Force-ba. Részt vett az 1967-es hatnapos háborúban többek között, nem sokkal ezután 1968-ban lemondott a katonai szolgálatáról.
1970-ben Arad elköltözött az Egyesült Államokba, és beiratkozott a Hofstra Universityre, hogy ipari menedzsment szakon tanuljon. Dolgozott kamionsofőrként és nyelvtanárként egyaránt, míg végül 1972-ben BBA-diplomát szerzett.